# La Marquise

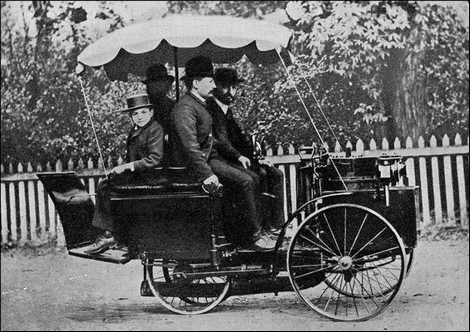
O La Marquise, de 1884.

O La Marquise é o automóvel mais antigo no mundo, construído em 1884 pela De Dion-Bouton, esse primeiro protótipo foi batizado com o título da mãe de de Dion: A Marquesa.

## Características

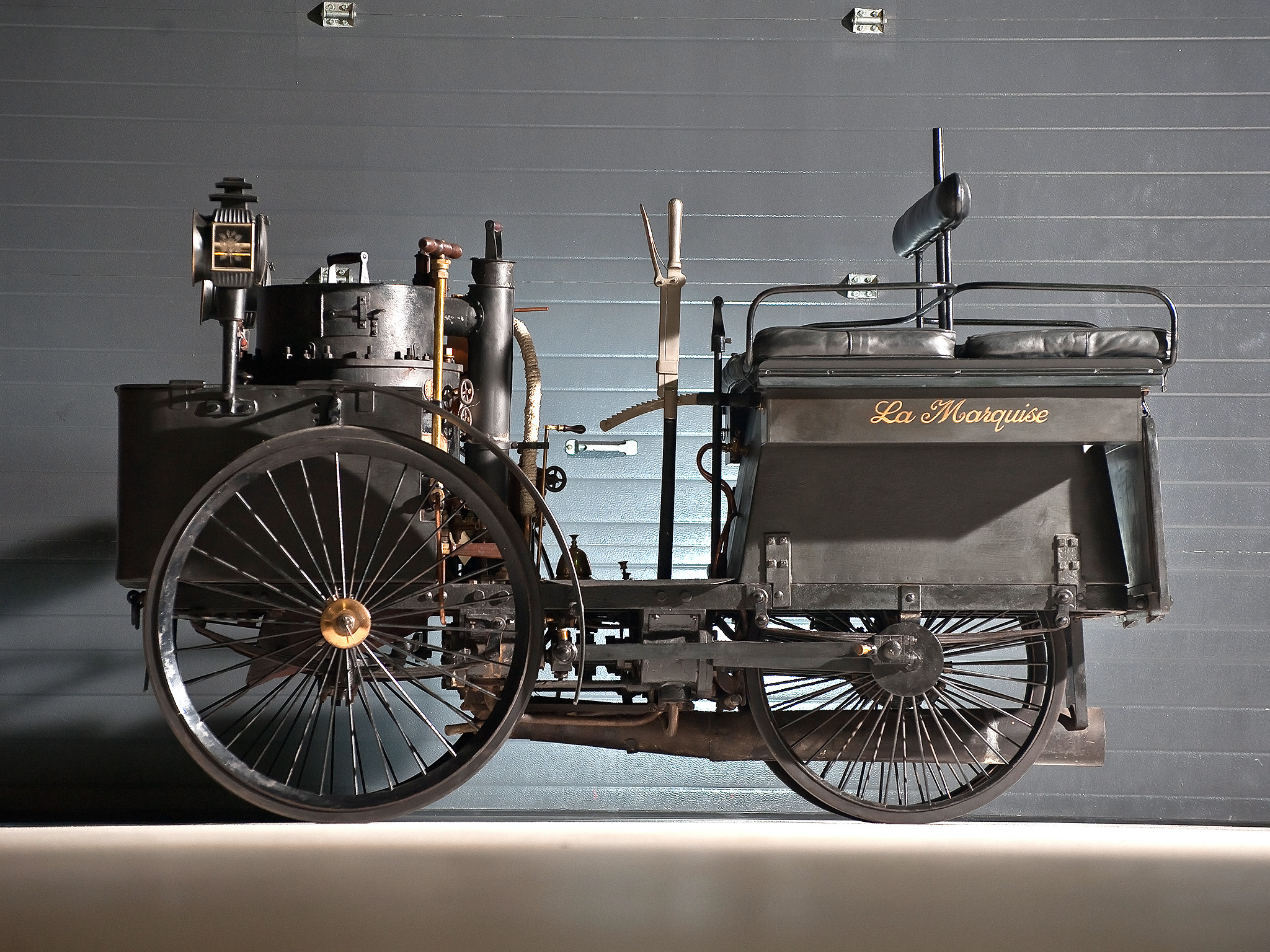
Imagem recente do La Marquise, de 1884.

Ele demorava cerca de 30 minutos para atingir a potência necessária para se mover. A velocidade máxima que já atingiu foi de pouco mais de 61 km/h.
Possuía rodas metálicas e pneus de borracha maciça, era movido a vapor, e usa como combustíveis: carvão, pedaços de papel e madeira. Ele tinha 2,7 m de comprimento e capacidade para transportar quatro pessoas. O tanque armazenava até 151,4 litros de água, o que dá ao modelo uma autonomia de cerca de 32 km. Além disso, ele participou do primeiro evento automobilístico Paris-Rouen de 1894.

## Situação atual
O veículo foi vendido em 2007 por 3,52 milhões dólares É vendido novamente em 2011 por US $ 4,6 milhões, um preço recorde para um automóvel antigo.